# Prijssignaal
Een prijssignaal is informatie, die via de prijs die voor een product of dienst moet worden betaald, aan consumenten en producenten wordt verspreid. Hierdoor ontstaat een signaal om ofwel het aanbod te verhogen, ofwel de vraag voor het geprijsde object te laten dalen. 